# IMAGE
IMAGE (Imager for Magnetopause-to-Aurora Global Exploration) je americká vědecká družice zaměřená na studium interakcí zemské magnetosféry se slunečním větrem. Start se konal 25. března 2000 na kalifornské základně Vandenberg. Družice byla umístěna na eliptické polární dráze s výškou apogea 46 000 km. Vědecká činnost byla ukončena v prosinci 2005, když družice přestala reagovat na příkazy z řídícího střediska, a počínaje rokem 2007 byla považována ze strany NASA oficiálně za ztracenou. Dne 20. ledna 2018 však amatérský astronom Scott Tilley při svém pátrání po satelitu Zuma zachytil signál družice IMAGE, jež zřejmě opět začala fungovat. V jakém je technickém stavu, se experti z NASA pokoušejí od té doby ve spolupráci s panem Tilleyem zjistit.

## Popis

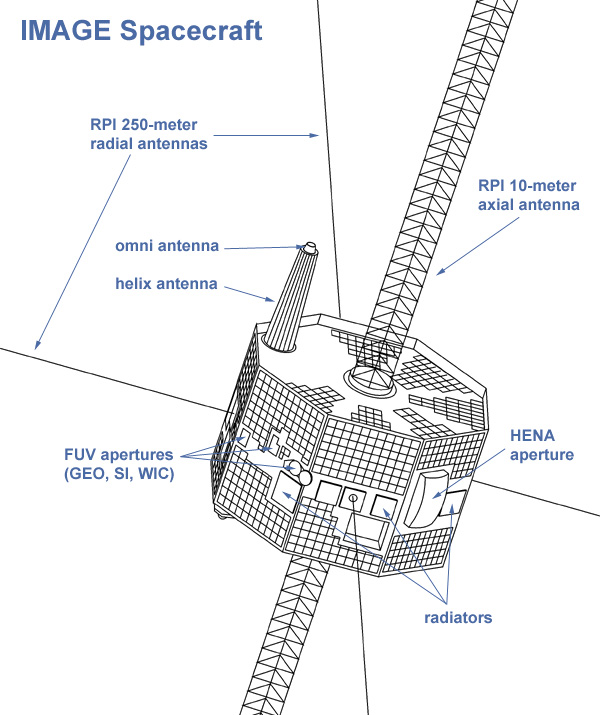
Nákres družice IMAGE s popisky přístrojů.

Družici postavila firma Lockheed Martin Missiles and Space. Provozovatelem vědeckých přístrojů je Southwest Research Institute ze San Antonia, operativním provozovatelem družice je NASA Goddard Space Flight Center.
IMAGE je rotací (0,5 obr/min) stabilizovaná družice typu LM100 tvaru nízkého osmibokého hranolu o průměru 2,25 m a délce 1,52 m, s boky a dny pokrytými slunečními články dodávajícími průměrně 250 W elektrické energie a dobíjejícími NiCd akumulátorové baterie, je vybavena mj. čtyřmi drátovými anténami z beryliové bronzi (průměr 0,321 mm) v rovině kolmé na osu rotace uspořádanými do tvaru kříže o rozpětí 500 m (nejrozměrnější umělé kosmické těleso) a dvěma příhradovými anténami v ose rotace o délce 10 m každá.
Hlavním úkolem družice je studium globální struktury magnetosféry, zejména hlavních mechanizmů introdukce plazmatu v průběhu magnetických bouří, vlivu slunečního větru na magnetosféru a způsobu přenosu energie v magnetosférickém plazmatu. Výsledky měření, použitelné pro předpověď geomagnetických bouří, jsou vysílány po zpracování palubním procesorem CIDP (Central Instrument Data Processor) volně přístupným telemetrickým vysílačem pracujícím v pásmu S (2,27 GHz, rychlost přenosu 2,28 Mbit/s ze záznamu nebo 44 kbit/s v reálném čase). Vysílá přes šroubovicovou anténu se středním ziskem, dvě všesměrové tyčové antény slouží pro příjem povelů. Hlavními pozemními komunikačními stanicemi jsou stanice DSN (Deep Space Network) Goldstone a Madrid.

### Přístrojové vybavení

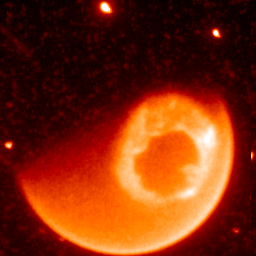
Polární záře, pozorovaná družicí IMAGE v oblasti vzdáleného ultrafialového záření.

- zobrazovač struktury plazmatu RPI (Radio Plasma Imager) pracující na principu radiolokátoru s nízkým výkonem (na rezonančních frekvencích 3 kHz až 3 MHz)
- zobrazovací zařízení FUI (Far Ultraviolet Imager) pracující v oblasti vzdáleného ultrafialového záření (120 až 180 nm), které tvoří tři přístroje:
  - fotometry pro pozorování geokoróny GEO (Geocorona photometers) v oblasti záření Lyman-α (Lα) (121,6 nm)
  - spektrografická kamera SI (Spectrographic Imager) pro snímkování v pásmech 121,8 a 135,6 nm (zorné pole 15×15°, 128×128 pixelů, prostorové rozlišení 0.15°)
  - širokopásmová kamera pro vysoké prostorové rozlišení WIC (Wideband Imaging Camera) pracující v oblasti vlnových délek 140 až 160 nm (zorné pole 17×17°, 256×256 pixelů, prostorové rozlišení 0,1°)
- kamery pro mapování rozložení neutrálních atomů NAI (Neutral Atom Imagers), a to:
  - kamera pro zobrazování nízkoenergetických atomů (od 10 eV) LENA (Low-Energy Neutral Atom Imager)
  - kamera pro zobrazování středněergetických atomů (1 až 30 keV) MENA (Medium-Energy Neutral Atom Imager)
  - kamera pro zobrazování vysokoenergetických atomů (10 až 500 keV) HENA (High-Energy Neutral Atom Imager)
- kamera pracující v oblasti extrémního ultrafialového záření EUV (Extreme Ultraviolet Imager) pro mapování rozložení ionizovaného hélia v magnetosféře (vlnová délka 30,4 nm).